# Don McMorris
Pour les articles homonymes, voir McMorris.
Don McMorris (né le 12 juillet 1961) est un homme politique provincial canadien de la Saskatchewan. Il représente la circonscription de Indian Head-Milestone à titre de députée du Parti saskatchewanais depuis 1999.

## Biographie
Né à Regina en Saskatchewan, McMorris entame sa carrière politique avec son élection en 1999. Il sert comme ministre de la Santé, ministre des Investissements de la Couronne et vice-premier ministre dans le gouvernement de Brad Wall.
En août 2016, il démissionne de ses charges ministérielles et du caucus du Parti saskatchewanais après avoir été accusé de conduite avec les facultés affaiblies. Ayant plaidé coupable, il sensibilise aux conséquences que peuvent causer la conduite avec les facultés affaiblies et les accidents de la route qui en sont reliés. Il réintègre le caucus du Parti saskatchewanais en 2017.
McMorris est le père des snowboardeurs professionnels Mark McMorris et Craig McMorris.